# Quartier du Prince d'Orange
Le quartier du Prince d'Orange (en néerlandais : Prins van Oranjewijk) est un quartier résidentiel huppé de Bruxelles qui est située à l'extrême sud de la commune d'Uccle, à la frontière de la commune de Rhode-saint-Genèse. L'appellation du quartier est issue de l'avenue du Prince d'Orange qui a donné son nom aux rues et avenues qui l'entourent. Ce quartier porte le nom de Guillaume II des Pays-Bas, prince d'Orange-Nassau.

## Historique
Le quartier du Prince d'Orange est un quartier aisé de la capitale belge, composé en partie de grandes résidences et demeures quatre façades abritant une population fortunée.
À proximité du Bois de la Cambre, ce quartier arboré est l'un des quartiers verts de Bruxelles.
Les prix de l'immobilier dans ce quartier comptent parmi les plus élevés d'Uccle et de la région bruxelloise.
Cette situation particulière à Bruxelles, a amené certains propriétaires à faire appel aux services d'agences de sécurité privées qui effectuent des patrouilles afin d'assurer la surveillance des propriétés. Par ailleurs, jouxtant de nombreuses ambassades, le quartier du Prince d'Orange abrite plusieurs résidences diplomatiques d'ambassadeurs (monégasque, américain, sénégalais…).
Ce quartier est juxtaposé au quartier du Fort Jaco à proximité de la Place Saint-Job, de la chaussée de Waterloo et de la Forêt de Soignes.
Il est à proximité du Lycée français Jean Monnet de Bruxelles et de l'école européenne d'Uccle.
L'avenue du Prince d'Orange abritait notamment le célèbre business club bruxellois, le Cercle de Lorraine, jusqu'en 2010. Résident au Château Fond'Roy, le club a déménagé Place Poelaert, plus proche du centre ville et du quartier européen.
Pétitions-Patrimoine, une association membre d'Inter-Environnement Bruxelles s'est inquiétée du sort de plusieurs villas de ce quartier en constatant que certaines constructions architecturalement intéressantes sont sujettes à des demandes de permis et de spéculations immobilières ne prenant pas en compte cet aspect immatériel du bâti. Il fut question notamment du sort d'une villa en style Tudor de l'architecte Thomas Jasinski (1870-1912), père de l'architecte moderniste Stanislas Jasinski.

## Galerie

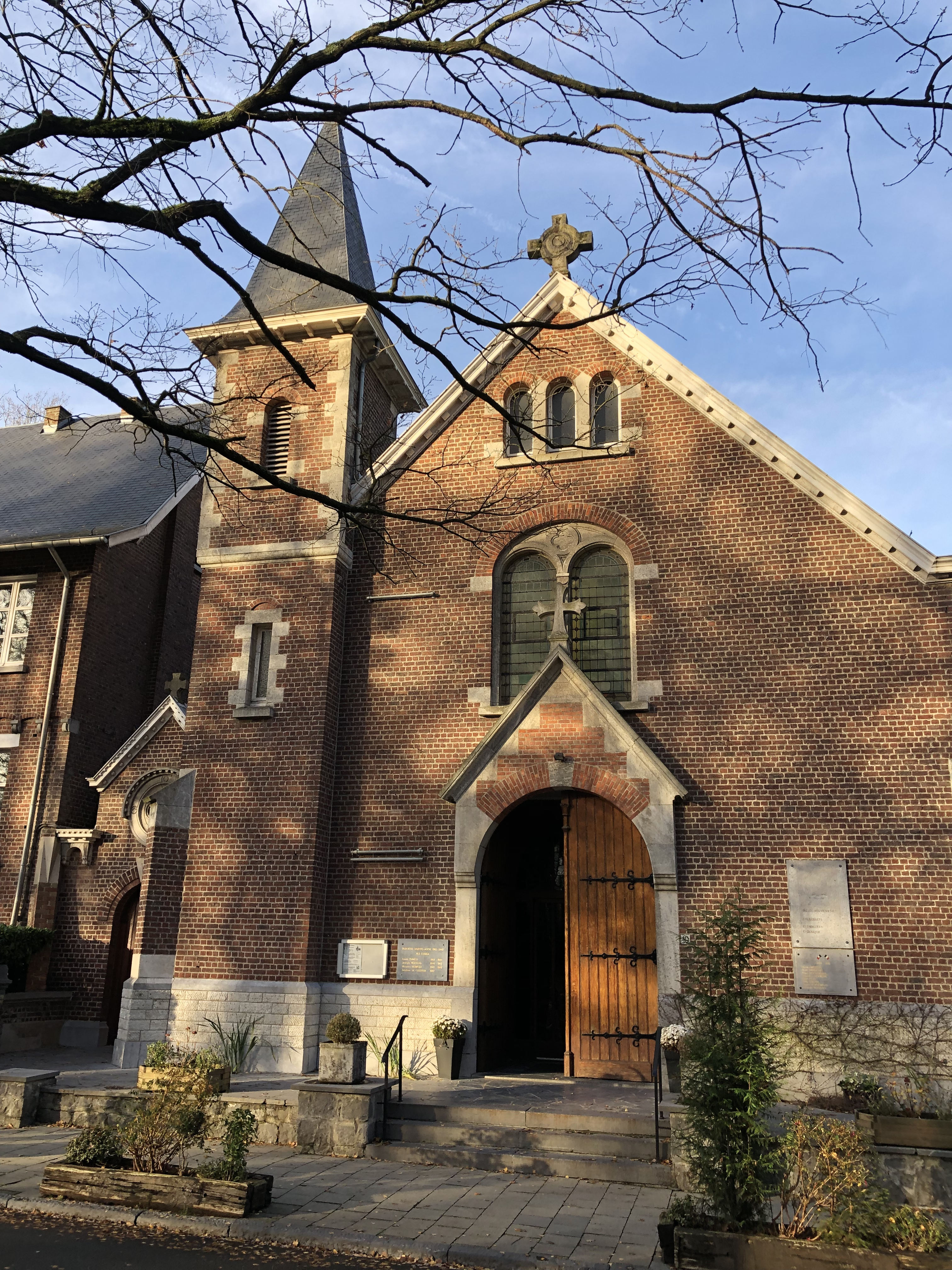
Église Sainte-Anne, place de la Sainte-Alliance

## Ambassades et consulats
- Monaco
- Irak

## Note
1. ↑  eBru
2. ↑  Pétitions-Patrimoine.